# La France juive
La France juive ("França Judaica"), subtitulado Ensaio sobre a História Contemporânea, foi uma publicação antissemita de Édouard Drumont em 1886.

## Publicação e Sucesso
Um trabalho de 1.200 páginas, lançado em dois volumes, foi executado em 140 impressões durante os dois anos seguintes à sua publicação inicial. Em 1888, uma versão abreviada de um volume foi publicada. O livro foi reeditado pela editora Flammarion em 1938, depois pela Éditions du Trident em 1986. Em 2012, foi reeditado pela editora KontreKulture, dirigida pelo grupo político nacionalista Igualdade e Reconciliação.
La France juive se tornou um grande sucesso e alcançou grande fama. Seu sucesso deveu-se em parte à inclusão de uma lista de nomes de pessoas famosas contra as quais o autor fez acusações no livro. Muitos compradores foram inspirados pela curiosidade para ver se alguém que eles conheciam apareceu na lista.

## Temas
La France juive desenvolveu três vertentes de antissemitismo. Uma era racial, propondo uma oposição entre "arianos" não judeus e judeus "semitas". Outra foi financeira. O autor argumentou que as finanças e o capitalismo eram controlados pelos judeus. A terceiro era religiosa, referindo-se à suposta cumplicidade dos judeus na morte de Jesus.

## Contexto
O livro apareceu na França durante um período de turbulência que se seguiu à derrota do país na Guerra Franco-Prussiana de 1870. Os anos após a guerra viram uma crise religiosa, à medida que a Terceira República seguia uma política de secularização. O surgimento do liberalismo econômico durante esse período levou ao mal-estar e à tensão social. O acidente do banco da União Geral Católica ocorreu em 1882, e Drumont culpou o desastre da família Rothschild.